# 電鍵

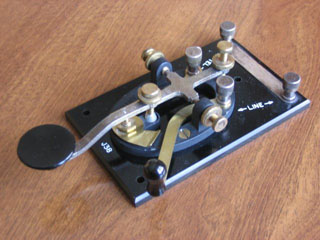
J38。 第二次世界大战期间美军使用的模型。 一种样式称为“直键”。

電鍵（英語：Telegraph key）是用于间歇地输出电信号并输出摩尔斯电码的设备。为了使用摩尔斯电码进行通信，除了接收（解码）摩尔斯电码的技能之外，还需要操作電鍵并发送准确码的技能。
有一些人在接收时用惯用的手进行操作并切换到书写工具，而另一些人则在握住惯用的手的同时用与惯用手相反的手进行操作。